# 伊豆太陽農業協同組合
伊豆太陽農業協同組合（いずたいようのうぎょうきょうどうくみあい）は、静岡県下田市に本店を置いていた農業協同組合。2022年4月1日に、本農業協同組合と富士市農業協同組合、富士宮農業協同組合、御殿場農業協同組合、南駿農業協同組合、あいら伊豆農業協同組合、伊豆の国農業協同組合、三島函南農業協同組合が合併して、富士伊豆農業協同組合を発足して消滅した。

## 管轄地域
- 下田市
- 賀茂郡東伊豆町
- 賀茂郡河津町
- 賀茂郡南伊豆町
- 賀茂郡松崎町
- 賀茂郡西伊豆町

## 事業内容
- 指導事業（営農指導・生活指導）
- 広報事業
- 販売事業
- 購買事業
- 金融事業
- 共済事業
- 加工・利用事業
  - 組合員資産管理事業
  - 高齢者福祉事業
  - 葬祭事業
- ケーブルテレビ事業（河津町をサービスエリアとする）
  - 放送チャンネル（地上デジタルテレビ放送）
    - NHK静岡放送局（総合・Eテレ）
    - 静岡放送
    - テレビ静岡
    - 静岡朝日テレビ
    - 静岡第一テレビ

## 管内の主な産物
- 野ブキ
- イチゴ
- キヌサヤ
- ワサビ
- ハウスミカン
- ニューサマーオレンジ
- カーネーション
- ハナショウブ
- アガパンサス
- マーガレット
- 花麦